# José Maria Alckmin
José Maria Alkmin (Bocaiúva, 11 de juny de 1901 — Belo Horizonte, 22 d'abril de 1974) fou un polític brasiler, vicepresident del president Humberto de Alencar Castelo Branco, en la primera junta militar.